# فلفل (جنس)
نباتات الفُلفُل أو الفِلْفِل أو كروم الفلفل (الاسم العلمي: Piper) (وهو مصطلح قديمًا كان يطلق على جنس الظيان)، وهو جنس نباتي مهم اقتصاديًا وبيئيًا وهو ينتمي إلى الفصيلة الفلفلية. يتكون مابين 1,000-2,000 نوع من شجيرات، أعشاب، ومتسلقة.